# Застава M59/66
Застава M59/66 или популарно паповка, је југословенска верзија совјетске пушке СКС.

## Историја употребе
Серијска производња је започета 1964. године у фабрици „Заводи Црвена застава”, данас „Застава Оружје”. Била је основно оружје Југословенске народне армије, све до почетка осамдесетих година, када је постепено повучена из употребе и замењена Заставом М70. Након тога је задржана у наоружању помоћних јединица, а велике количине су ремонтоване и ускладиштене у магацинима ратне резерве. Деведесетих су ове пушке масовно коришћене у ратовима током распада Југославије. Повучена је из употребе из држава насталих на територији бивше Југославије, међутим и даље се користи у многим армијама широм света.

## Употреба
ПАП M59/66 служи за уништавање непријатељске живе силе, утврђених циљева, возила и нисколетећих објеката пушчаном ватром, тромблоном или ножем. Поседује интегрисани тромблонски додатак и тромблонски нишан, као и регулатор протока барутних гасова који омогућава гађање тромблоном. Пушка је опремљена преклопним ножем смештеним испод цеви.

##### Цивилна употреба
Застава је у својој понуди током година имала више варијанти ове пушке у цивилној верзији без ножа и тромблонског додатка. Очувани примерци из ратних резерви се продају на западу као ловачки карабини, па је тако Политика 2008. године објавила податак да се Застава M59/66, у фабричком стању у Канади може купити за 329 долара, док је цена у САД 195,99 долара.